# Завод олефінів у Каракулі
Завод олефінів у Каракулі — підприємство газохімічної промисловості, яке станом на середину 2020-х споруджується в Узбекистані у індустріальній зоні Каракуль.
Світове виробництво наймасовіших продуктів органічної хімії — етилену та пропілену — в основному базується на установках парового крекінгу нафтопродуктів або зріджених вуглеводневих газів. Втім, у 2010-х роках почали з'являтися виробництва олефінів з метанолу (особливо бурхливо цей напрям розвивався в Китаї) і на початку 2020-х про бажання реалізувати подібний проєкт оголосила узбецька Jizzakh Petroleum, яка наразі відома як Sanoat Energetika Guruhi (Saneg).
За проєктом комплекс має включати:
- установку виробництва метанолу із природного газу річною потужністю 1,34 млн тонн;
- установку синтезу олефінів — етилену та пропілену — з метанолу (Methanol to Olefin, МТО);
- розраховане на споживання етилену виробництво поліетилену низької щільності або етиленвінілацетату з потужністю по цих продуктах 80 і 100 тисяч тонн на рік відповідно;
- виробництво поліетилену високої щільності річною потужністю 280 тисяч тонн;
- виробництво поліетилентерефталату річною потужністю 300 тисяч тонн (одним з двох головних компонентів для отримання цього продукту є етиленгліколь, що також належить до похідних етилену);
- виробництво поліпропілену річною потужністю 250 тисяч тонн.  
Комплекс потребуватиме 1,3 млрд м3 газу на рік (наразі цей ресурс надходить до Каракуля по трубопроводу Ромітан — Каракуль). При цьому можливо відзначити, що на початку 2020-х в Узбекистані почав періодично виникати дефіцит блакитного палива, для покриття якого розпочали закупівлі у «Газпрому». З огляду на це, проєкт комплексу в Каракулі має певну залежність від майбутніх торгівельних відносин з Росією.
У лютому 2024-го на майданчик заводу доправили реактор вагою 314 тонн, який відправили з індійського порту Хазіра, а на останньому етапі перевозили автотранспортом через західні райони Узбекистану. Також найближчим часом очікували доставку реактора вагою 500 тонн.